# Wolfgang Schwerin
Wolfgang Schwerin (* 22. März 1954 in Rostock; † 6. Mai 2020) war ein deutscher Fußballspieler. Für den FC Hansa Rostock spielte er kurzzeitig in der DDR-Oberliga, der höchsten Spielklasse des DDR-Fußball-Verbandes.

## Sportliche Laufbahn
Wolfgang Schwerin kam als Achtjähriger 1962 in die Fußballkindermannschaft der Armeesportgemeinschaft (ASG) Vorwärts Rostock. Als 1967 die ASG nach Stralsund umgesiedelt wurde, wechselte Schwerin zum FC Hansa Rostock. Dort durchlief er die weiteren Nachwuchsmannschaften bis zu den Junioren. Mit den Hansa-Junioren wurde er 1970 DDR-Vizemeister und 1971 Dritter in der Juniorenoberliga. Nach seiner Schulzeit absolvierte er eine Schlosserlehre. Sein erstes Punktspiel im Männerbereich bestritt der 1,82 m große Schwerin mit der 2. Mannschaft in der zweitklassigen DDR-Liga am 8. April 1972 in der Begegnung Hansa II – Warnowwerft Warnemünde (2:0). In der Saison 1972/73 kam er mit der ersten Mannschaft zu zwei Einsätzen in der Oberliga. Dort gab er sein Debüt am 23. September 1972. In der Begegnung des 2. Spieltages Hansa Rostock – FC Carl Zeiss Jena (2:2) wurde er in der 80. Minute für Joachim Streich eingewechselt. Sein zweites und bereits letztes Oberligaspiel bestritt Schwerin am 7. Spieltag derselben Saison, als er durch den Ausfall von Jürgen Decker für 90 Minuten als Mittelfeldspieler aufgeboten wurde. Im November 1972 verletzte sich Schwerin, sodass er für den Rest der Saison weder in der ersten noch in der zweiten Mannschaft eingesetzt werden konnte. In der Hinserie der Saison 1973/74 absolvierte er noch fünf Punktspiele mit der 2. Mannschaft, danach begann er im November 1973 einen dreijährigen Wehrdienst. Da er anschließend nicht wieder zu Hansa Rostock zurückkehrte, hinterließ er eine Bilanz von zwei Spielen in der Oberliga und 15 Punktspielen mit Hansa II in der DDR-Liga. Seine einzigen drei Punktspieltore erzielte er 1972/73 in der DDR-Liga.
Während seines Wehrdienstes spielte er beim Zweitligisten ASG Vorwärts Neubrandenburg Fußball. Nach seiner Entlassung aus der Armee schloss sich Wolfgang Schwerin im November 1976 dem drittklassigen Bezirksligisten ISG Schwerin-Süd an und stieg bereits in seiner ersten Saison in die DDR-Liga auf. Dort entwickelte er sich zu einem treffsicheren Stürmer und war bis zu seinem Laufbahnende bei fünf Spielzeiten bester Torschütze der ISG-Mannschaft. 1982 wurde er zusammen mit Jörg Hornig von Vorwärts Neubrandenburg mit 15 Treffern Torschützenkönig der Ligastaffel A. Nach der Saison 1984/85 beendete Schwerin 31-jährig seine Laufbahn als Fußballspieler.
Nach seiner Spielerlaufbahn war Schwerin von 1985 bis 1987 Übungsleiter bei der ISG Schwerin. 1999/2000 war er für eine Saison Trainer des Amateur-Oberligisten FC Eintracht Schwerin.